# Mardi Gras (album)
Mardi Gras is het zevende studioalbum van de Amerikaanse rockband Creedence Clearwater Revival. Het is het eerste album zonder ritmegitarist Tom Fogerty. Het was ook het laatste album van de band, want de groep is in oktober 1972 opgeheven. 

## Muziek
Op de vorige albums werden alle eigen nummers van de band geschreven door zanger/gitarist John Fogerty. Op dit album componeerden alle drie bandleden hun eigen liedjes, die ze ook meestal zelf zongen. Volgens velen (zowel critici als fans) is dat ten koste gegaan van de kwaliteit van het album. Er staan drie nummers van bassist Stu Cook en drie van drummer Doug Clifford op dit album. John Fogerty leverde vier nummers, waaronder een bewerking van Hello Mary Lou. Dat liedje was oorspronkelijk in 1960 geschreven door de Amerikaanse zanger Gene Pitney en in 1961 gecoverd door de rock ’n roll zanger Ricky Nelson. Er staan veel country-achtige nummers op dit album (zoals Looking for a reason, Need someone to hold en Tearin’up the country) en een paar rock nummers (o.a. Sweet Hitch-Hiker en Door to door). 

## Tracklist

### kant één
1. Looking for a reason (John Fogerty) – 3:28
2. Take it like a friend (Stu Cook) – 3:00
3. Need someone to hold (Stu Cook/Doug Clifford) – 3:00
4. Tearin’up the country (Doug Clifford) – 2:14
5. Someday never comes – (John Fogerty) – 4:01

### kant twee
1. What are you gonne do - (Doug Clifford) – 2:53
2. Sail away  - Stu Cook – 2:29
3. Hello Mary Lou – (Gene Pitney en Cayet Mangiaracina) – 2:14
4. Door to door – (Stu Cook) – 2:09
5. Sweet Hitch-Hiker – (John Fogerty) – 2:59

## Muzikanten
- John Fogerty - leadgitaar, piano, saxofoon, mondharmonica, zang, producer, arrangeur
- Stu Cook - basgitaar
- Doug Clifford - drums

## Album
Het album Mardi Gras is opgenomen in januari 1972, behalve de single Sweet hitch-hiker/Door to door die is opgenomen in het voorjaar van 1971. De opnames hebben plaatsgevonden in de Wally Heider Studios in San Francisco en Fantasy Records Studio A in Berkeley. Het album is geproduceerd door de drie bandleden, in tegenstelling tot de eerdere albums die geproduceerd zijn door John Fogerty. De plaat is in april 1972 verschenen op vinyl (LP) en cassette. Vanaf 1987 is het album ook verschenen op Compact Disc. In 2008 is een nieuwe versie van het album verschenen, omdat het toen veertig jaar geleden was dat de band is opgericht. Alle albums van CCR zijn toen opnieuw uitgebracht. 
Geluidstechnicus voor dit album was Russ Garry. Het album is ge-remasterd door George Horn, Tamaki Beck en Shigeo Miyamoto. De albumhoes is ontworpen door Tony Lane en de foto’s zijn gemaakt door Bob Fogerty. Op de (bruinachtige) hoes staat een meisje met een tamboerijn. Achterop staat een foto van de bandleden en een lijst met de medewerkers (credits). 
Het album Mardi Gras is genoemd naar het jaarlijkse carnaval in New Orleans.

## Ontvangsten
De site AllMusic gaf het album Mardi Gras anderhalve ster. Dit is een schril contrast met de eerdere albums van Creedence Clearwater Revival die allemaal vier of vijf sterren kregen (vijf is maximaal). 
Het album behaalde # 12 in de Amerikaanse albumlijst Billboard 200 en in de Nederlandse Album Top 100 of een van de voorgangers op # 5. De single Sweet hitch-hiker/Door to door haalde in de Verenigde Staten # 6, in Engeland # 36 en in de Nederlandse Top 40  # 5. Someday never comes/Tearing up the country behaalde in de VS plaats nummer # 25 en in Nederland # 13. 